# 馬戈河
馬戈河（Mago River）是埃塞俄比亞南部的河流，是奧莫河的支流。馬戈河的整條河道，都在南方各族州的南奥莫地区內。